# 수페르코파 이탈리아나 2023
수페르코파 이탈리아나 2023은 수페르코파 이탈리아나의 36번째 대회로 네이밍 스폰서십에 따라 EA 스포츠 FC 슈퍼컵으로도 불리며, 현지 날짜로 2024년 1월 18일부터 22일까지 사우디아라비아의 리야드에 소재한 KSU 스타디움에서 경기가 열렸다. 올해 대회는 기존에 두 팀이 단판 경기로 진행했던 방식에서 4팀으로 확장한 첫번째 대회였다.

## 참가 자격
이번 대회는 각각 세리에 A 2022-23와 코파 이탈리아 2022-23의 우승, 준우승팀들이 참가한다.

### 참가팀
아래의 4개팀이 참가한다.
| 구단명           | 출전 자격                    | 참가 횟수 | 최근 성적   | 이전 성적 | 이전 성적 |
| 구단명           | 출전 자격                    | 참가 횟수 | 최근 성적   | 우승      | 준우승    |
| ---------------- | ---------------------------- | --------- | ----------- | --------- | --------- |
| 나폴리           | 세리에 A 2022-23 우승        | 4회       | 2020 준우승 | 2         | 2         |
| 인테르나치오날레 | 코파 이탈리아 2022-23 우승   | 11회      | 2022 우승   | 7         | 4         |
| 라치오           | 세리에 A 2022-23 준우승      | 8회       | 2019 우승   | 5         | 3         |
| 피오렌티나       | 코파 이탈리아 2022-23 준우승 | 2회       | 2001 준우승 | 1         | 1         |

## 구조
대회는 각 대회의 우승팀들이 서로 다른 대회의 준우승팀들과 준결승을 치르고, 승리팀이 결승전에 진출한다. 모든 경기는 단판으로 진행되며 전•후반 45분으로 진행되고 동점일 경우, 승부는 승부차기로 결정된다.

## 경기장
모든 경기는 사우디아라비아, 리야드에 위치한 KSU 스타디움에서 열린다.
| 리야드 |                               |
| 리야드 | 킹 사우드 유니버시티 스타디움 |
| 리야드 | 수용인원: 25,000              |
| ------ | ----------------------------- |

## 경기 정보
- 모든 경기의 시간대는 사우디아라비아 표준시(UTC+3)이다.

### 대진표
|  | 준결승                   | 준결승           |                          |   | 결승 | 결승 |
|  |                          |                  |                          |   |      |      |
|  | 2024년 1월 18일 – 리야드 |                  |                          |   |      |      |
|  |                          |                  |                          |   |      |      |
|  | 나폴리                   | 3                |                          |   |      |      |
|  | 나폴리                   | 3                | 2024년 1월 22일 – 리야드 |   |      |      |
|  | 피오렌티나               | 0                |                          |   |      |      |
|  | 피오렌티나               | 0                | 나폴리                   | 0 |      |      |
|  | 2024년 1월 19일 – 리야드 |                  | 나폴리                   | 0 |      |      |
|  |                          | 인테르나치오날레 | 1                        |   |      |      |
|  | 인테르나치오날레         | 인테르나치오날레 | 1                        | 3 |      |      |
|  | 인테르나치오날레         |                  |                          | 3 |      |      |
|  | 라치오                   | 0                |                          |   |      |      |
|  | 라치오                   | 0                |                          |   |      |      |

### 준결승
| 나폴리                           | 3–0    | 피오렌티나 |
| -------------------------------- | ------ | ---------- |
| - 시메오네 22′ - 체르빈 84′, 86′ | 리포트 |            |

| 인테르나치오날레                                    | 3–0    | 라치오 |
| --------------------------------------------------- | ------ | ------ |
| - 튀람 17′ - 찰하노을루 50′ (페널티) - 프라테시 87′ | 리포트 |        |

### 결승
| 나폴리 | 0–1    | 인테르나치오날레     |
| ------ | ------ | -------------------- |
|        | 리포트 | - L.마르티네스 90+1′ |

## 같이 보기
- 세리에 A 2022-23
- 코파 이탈리아 2022-23